# Horná Štubňa
Horná Štubňa é um município da Eslováquia, situado no distrito de Turčianske Teplice, na região de Žilina. Tem 31,39 km² de área e sua população em 2018 foi estimada em 1.609 habitantes.

## Demografia
| Ano:        | 1994 | 2004   | 2014   | 2024   |
| ----------- | ---- | ------ | ------ | ------ |
| Broj ljudi: | 1578 | 1610   | 1632   | 1627   |
| Razlika:    |      | +2,02% | +1,36% | -0,30% |

| Ano:               | 2023 | 2024   |
| ------------------ | ---- | ------ |
| Número de pessoas: | 1628 | 1627   |
| Diferença:         |      | -0,06% |